# Uromyces bidenticola
Uromyces bidenticola är en svampart som beskrevs av Arthur 1917. Uromyces bidenticola ingår i släktet Uromyces och familjen Pucciniaceae.   Inga underarter finns listade i Catalogue of Life.